# Przedbródek

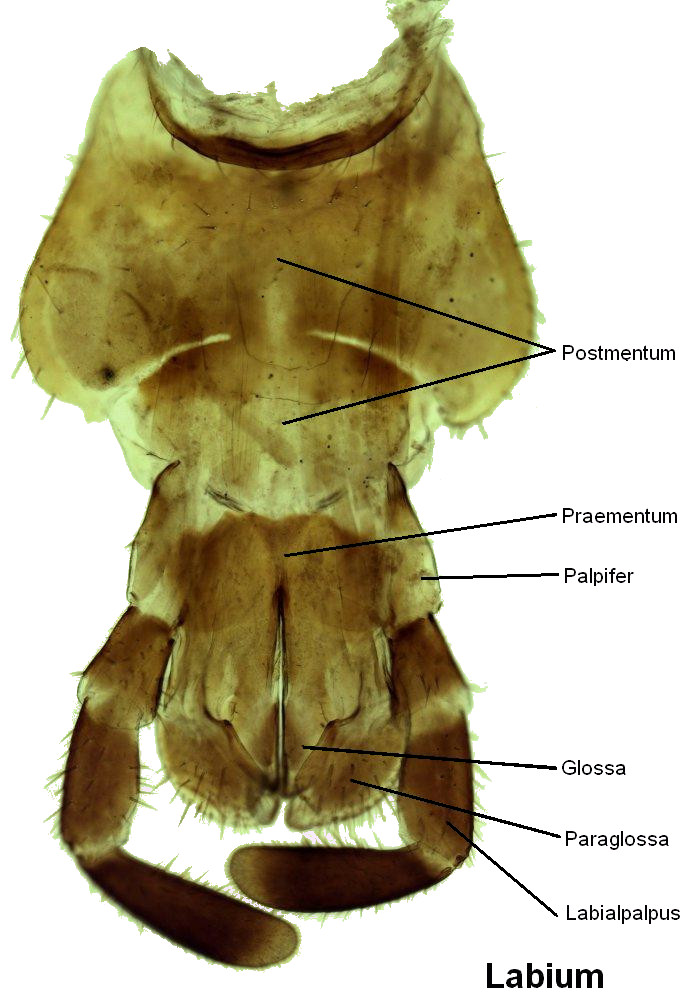
Warga dolna przybyszki amerykańskiej. Przedbródek podpisany Praementum

Przedbródek (łac. praementum, labiostipites, pars stipitalis labii) – element narządów gębowych owadów, wchodzący w skład wargi dolnej.
Przedbródek jest częścią wargi dolnej położoną bardziej odsiebnie (wierzchołkowo) niż zabródek, od którego to oddzielona jest szwem wargowym (łac. sutura labialis). W pierwotnym planie budowy aparatu gębowego na przedbródku osadzone są parzyste: języczki, przyjęzyczki i głaszczki wargowe. Ponieważ warga dolna powstaje z przekształcenia się szczęk drugiej pary, przedbródek jest narządem homologicznym połączonych pieńków szczęk (stąd nazwa labiostipites), języczki są homologami żuwek wewnętrznych, przyjęzyczki – żuwek zewnętrznych, a głaszczki wargowe – głaszczków szczękowych. Boczne regiony przedbródka, na których osadzone są głaszczki, mogą być zróżnicowane od jego części środkowej. Wówczas noszą nazwę palpigerów i są narządami analogicznymi do palpiferów szczęk pierwszej pary. Przedbródek wraz ze wszystkimi osadzonymi nań przydatkami określa się jako prelabium.
Przedbródek funkcjonuje jako miejsce zaczepu dla licznych mięśni. Z fragmy zapotylicznej dochodzą doń musculi postoccipitopraementales, a z tylnych ramion tentorium musculi tentorioglandulares i musculi tentoriopraementales. Te drugie służą za przywodziciele i zwykle występują w liczbie czterech par. Z kolei mięśnie wychodzące z zabródka (lub podbródka) i zaczepiające się na przedbródku funkcjonują jako wciągacze, np. musculus submentopraementalis i musculus praementomembranus. Punkty początkowe w przedbródku mają mięśnie języczków (musculi praementoglossales), przyjęzyczków (musculi praementoparaglossalis), głaszczków wargowych (musculus praementopalpalis internus, musculus praementopalpalis externus, musculus palpopalpalis labii primus) oraz saliwarium (musculus praementosalivaris anterior i musculus praementosalivaris posterior).
Przedbródek może przybierać różne kształty i rozmiary. U dorosłych chrząszczy zwykle jest niewielkich rozmiarów, natomiast u wielu błonkówek stanowi największą część wargi dolnej. U larw ważek duży przedbródek jest zaopatrzony w przesunięte w kąty wierzchołkowe, pazurkowate głaszczki, wchodząc w skład maski. Brzuszna ściana przedbródka w pierwotnym planie budowy ma pojedynczą sklerotyzację (płytkę), jednak często ma więcej sklerytów lub też nie ma ich wcale, będąc w całości błoniastą. U dorosłych chrząszczy mogą występować dwa skleryty boczne. U larw chrząszczy i dorosłych sieciarek częsty jest podział spodu przedbródka na bliższą nasadzie płytkę lub parę płytek, służącą za punkt przyczepu mięśni wciągaczy wychodzących z zabródka, oraz dalszą płytkę lub grupę płytek, służącą za punkt przyczepu mięśni przywodzicieli. Do grzbietowej lub przedniej ściany przedbródka u larw wielu owadów skrytoskrzydłych przyrastać może podgębie. U pszczół przedbródek stanowi dolną, nasadową część trąbki zasysającej pokarm. Silnym przekształceniom przedbródek ulega u muchówek. W aparacie kłująco-ssącym hematofagicznych muchówek długoczułkich wchodzi w skład mięsistej pochewki dla kłujki, czasem także ją podtrzymując przy wbijaniu. W aparacie gębowym typu liżąco-ssącego muchówek łękorysych (Cyclorrhapa) formuje część mięsistego ryjka, zwaną teką, zaś osadzone na niej głaszczki wargowe tworzą tarczę oralną, u form hematofagicznych zesklerotyzowaną i ząbkowaną. Grzbietowa ściana sklerytu utworzonego przez brzuszną ścianę przedbródka nosi u muchówek łękorysych nazwę hypoglossa.